# 한국맥류협회
한국맥류협회는 맥류산업발전과 회원 복리증진을 도모하고 국가 맥류정책 수행에 적극 기여 목적으로 2009년 3월 31일 설립된 대한민국 농림수산식품부 소관의 사단법인이다. 사무실은 서울특별시 강남구 양재동 223, 양곡도매시장 307호에 있다.

## 주요 사업
- 정부의 맥류정책에 관한 건의와 협조
- 맥류가공식품의 개발 보급 및 홍보
- 맥류의 수출 과 수입
- 맥류의 경쟁력 제고를 위한 제반 연구
- 맥류산업의 육성을 위한 교육 및 연수사업
- 정부가 위촉하는 업무대행